# Rivière du Bananier
La rivière du Bananier est un cours d'eau situé sur l'île de Basse-Terre en Guadeloupe prenant source dans le parc national de la Guadeloupe et se jetant dans la mer des Caraïbes.

## Géographie
De 7,3 km de longueur, la rivière du Bananier prend sa source à environ 770 mètres d'altitude à l'étang As de Pique, sur la crête du morne Boudoute à l'est du Grand Étang au niveau de la route de l'Habituée. Son cours traverse les communes de Trois-Rivières et de Capesterre-Belle-Eau pour se jeter dans l'océan Atlantique au nord du lieu-dit de Berville à la Pointe des Bananiers.
L'alimentation de ses eaux par le Grand Étang (et dans une moindre mesure par l'étang Zombis alimentant le même réseau hydrographique) semble être responsable de la diversité biologique qui s'y retrouve.

## Site pétroglyphique
Le lit de la rivière accueille un site de pétroglyphes amérindiens classé aux monuments historiques en 2015 dit des « Six blocs de roches gravées de la Rivière du Bananier ».